# Санья (місто)
Санья́  — міський округ на півдні острова Хайнань в однойменній провінції Китаю, найпівденніший міський округ країни.

## Загальна інформація
Санья — тропічний приморський курорт Китаю, розташований на самому півдні острова Хайнань, є міжнародним центром туризму. В 15 км на північний захід від міста розташований міжнародний аеропорт Фенікс. Місто простягається вздовж затоки Саньявань. На даний момент відомо п'ять туристичних зон відпочинку — п'ять заток (Саньявань, Сяодунхай, Дадунхай, Ялунвань, Хайтанвань) Південно-Китайського моря, на березі яких розташовані пляжі. Клімат в Санья дозволяє відпочивати на березі цілий рік (середня температура води і повітря — від +22 до +28 °C). Разом із сприятливою екологічною обстановкою, місто дуже популярне серед туристів. Крім пляжів, головна визначна пам'ятка міста — побудована в 2005 році буддистська статуя Гуаньінь, висотою 108 м. Також місто відоме багатьма сортами чаю.
Північніше міста в лісах можна зустріти безліч видів флори і фауни, є і ендемічні для острова види.
У Санья сім разів проводився фінал конкурсу «Міс Світу» (2003, 2004, 2005, 2007, 2010, 2015, 2017). У 2006 і 2013 роках проводився конкурс «найсильніша людина».

## Клімат
Місто знаходиться у зоні, котра характеризується кліматом тропічних саван. Найтепліший місяць — червень із середньою температурою 28.4 °C (83.1 °F). Найхолодніший місяць — січень, із середньою температурою 21.3 °С (70.3 °F).
| Клімат Саньї            | Клімат Саньї | Клімат Саньї | Клімат Саньї | Клімат Саньї | Клімат Саньї | Клімат Саньї | Клімат Саньї | Клімат Саньї | Клімат Саньї | Клімат Саньї | Клімат Саньї | Клімат Саньї | Клімат Саньї |
| Показник                | Січ.         | Лют.         | Бер.         | Квіт.        | Трав.        | Черв.        | Лип.         | Серп.        | Вер.         | Жовт.        | Лист.        | Груд.        | Рік          |
| Середня температура, °C | 21,3         | 22,4         | 24,4         | 26,6         | 28,2         | 28,4         | 28,3         | 27,9         | 27,3         | 26,1         | 24,1         | 22           | 25,6         |
| Норма опадів, мм        | 10.3         | 10.4         | 16.7         | 45.6         | 123.5        | 188.4        | 158.5        | 219.4        | 275          | 246.5        | 75           | 19           | 1388.3       |
| Днів з опадами          | 8            | 8            | 7,3          | 8,1          | 11,3         | 14,2         | 12,6         | 17,5         | 17,9         | 14,6         | 9,7          | 7,7          | 136,9        |
| Вологість повітря, %    | 84.3         | 85.8         | 83.9         | 80.4         | 76           | 73.8         | 72           | 73.5         | 79.5         | 81.8         | 82           | 82.8         | 79.7         |
| ----------------------- | ------------ | ------------ | ------------ | ------------ | ------------ | ------------ | ------------ | ------------ | ------------ | ------------ | ------------ | ------------ | ------------ |
| Джерело: Weatherbase    |              |              |              |              |              |              |              |              |              |              |              |              |              |

## Галерея

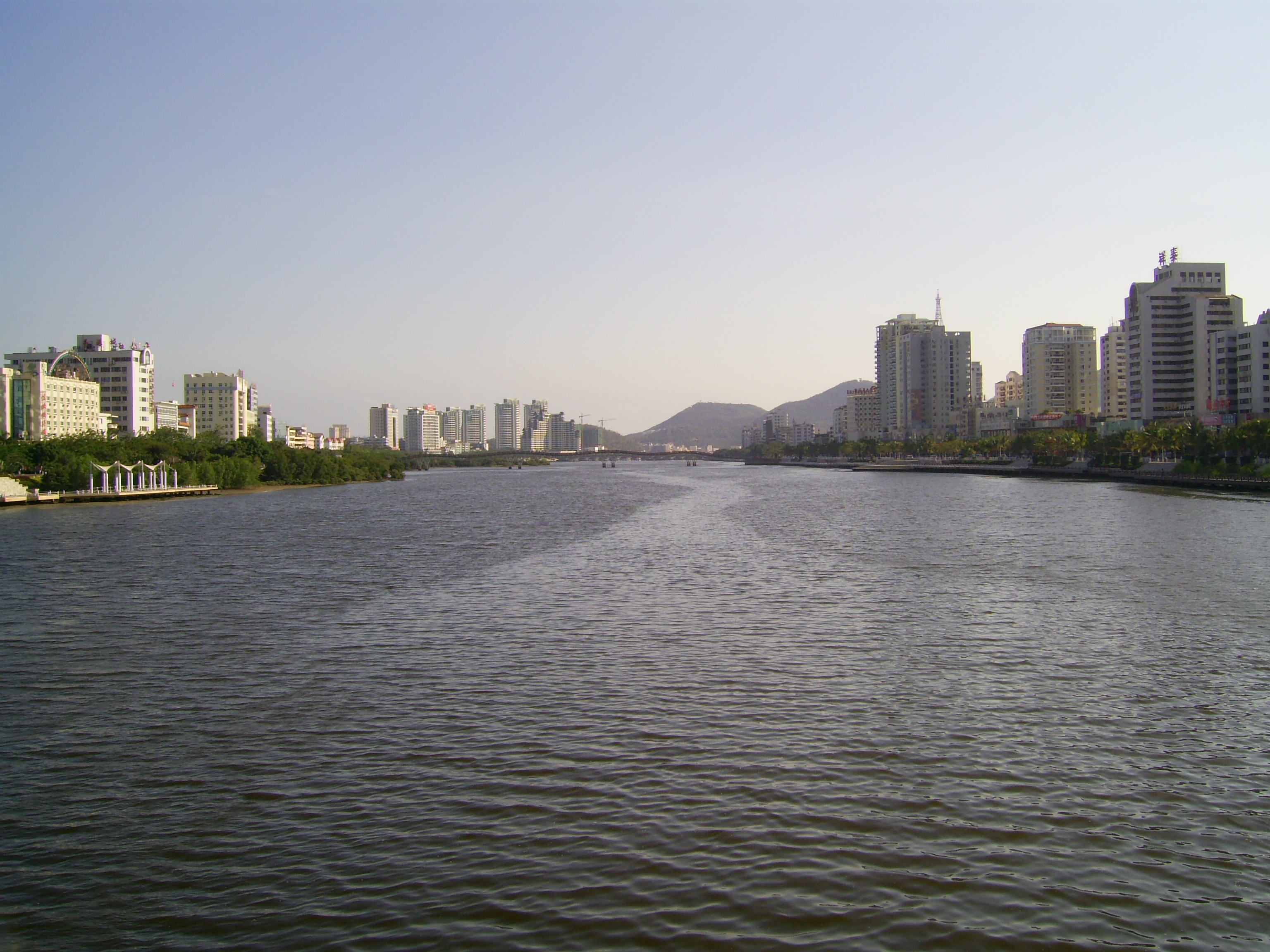
Річка Санья
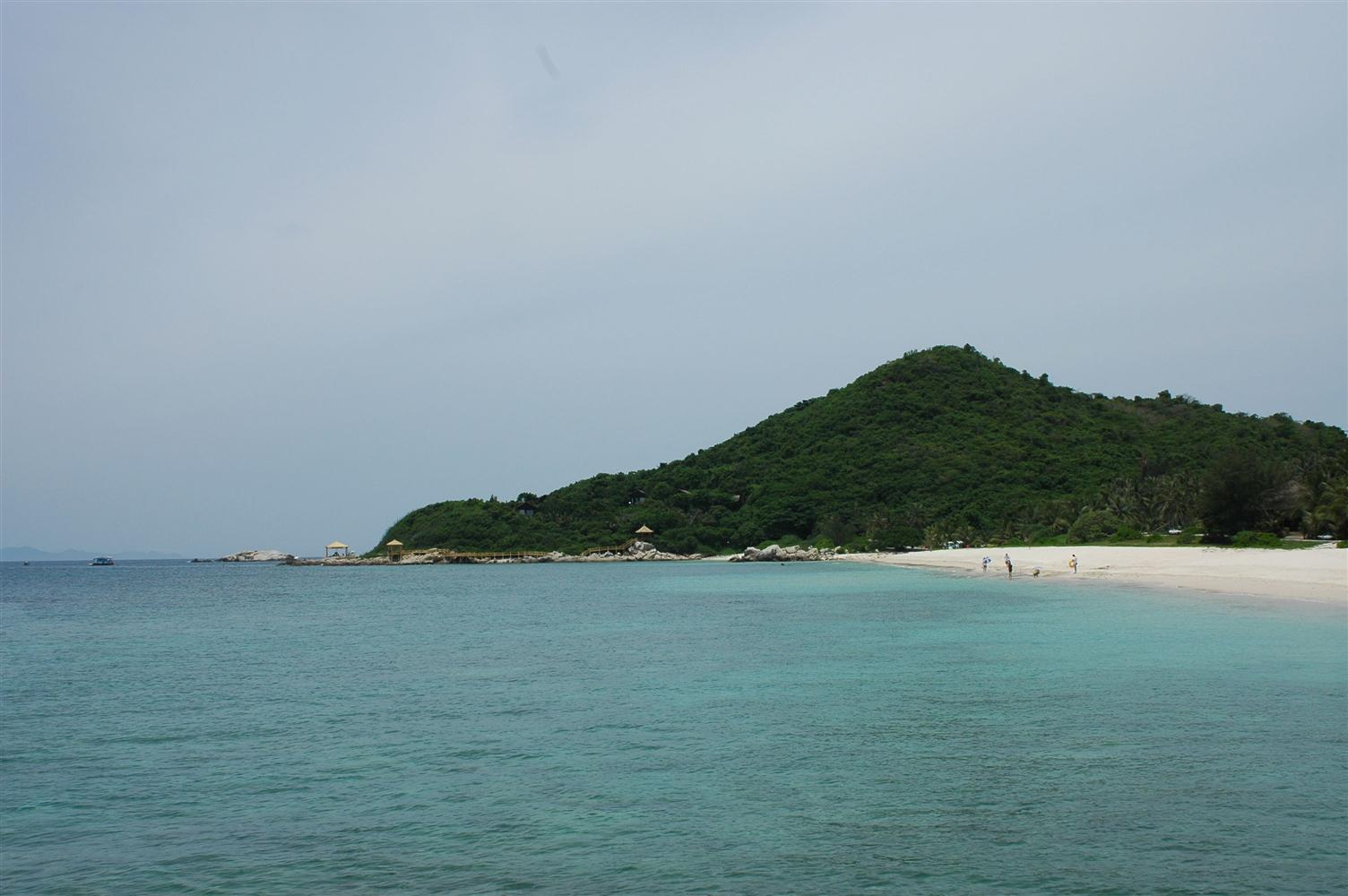
Вужижоудао (Острів Піратів)
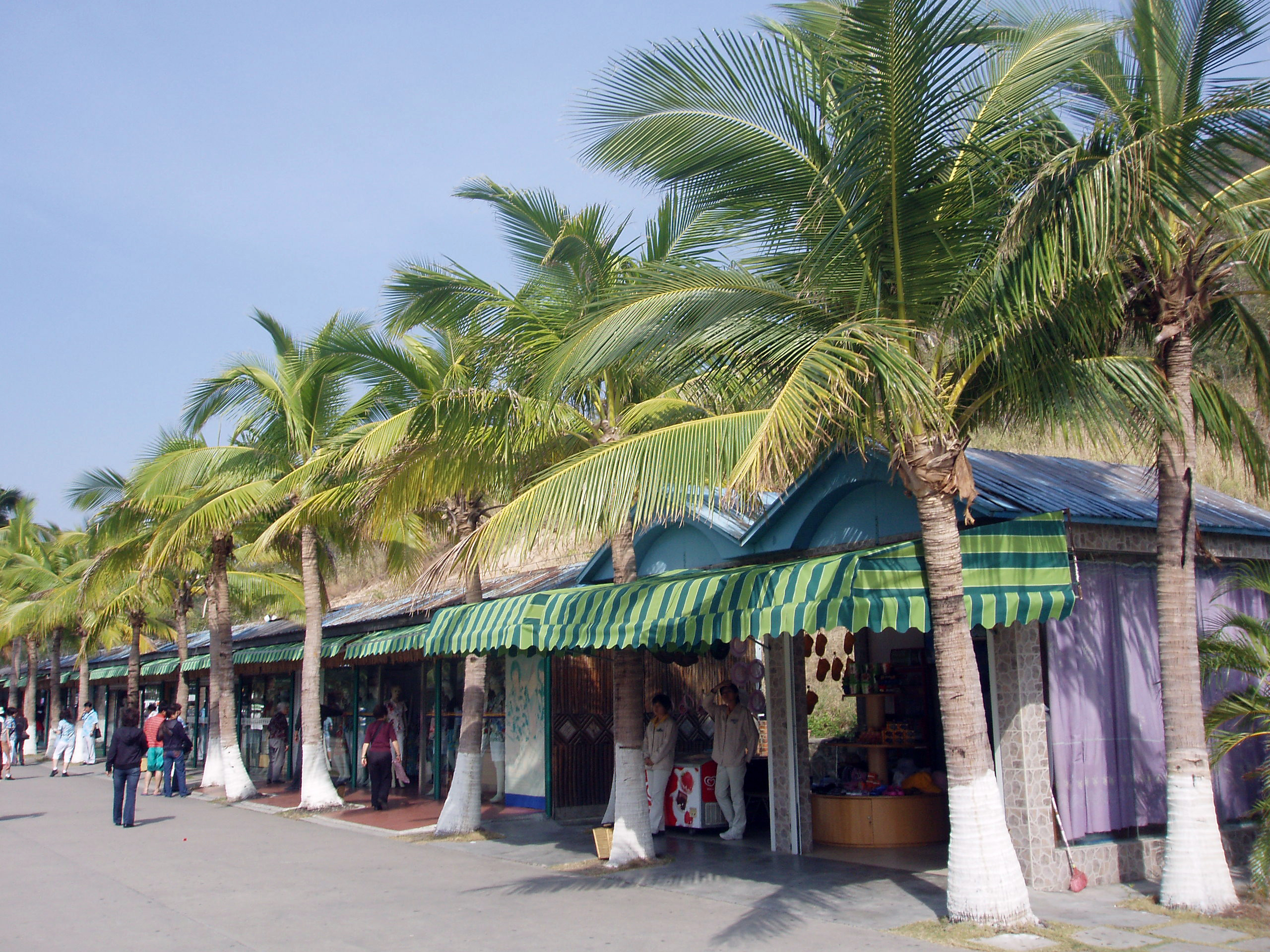
Набережна Саньї
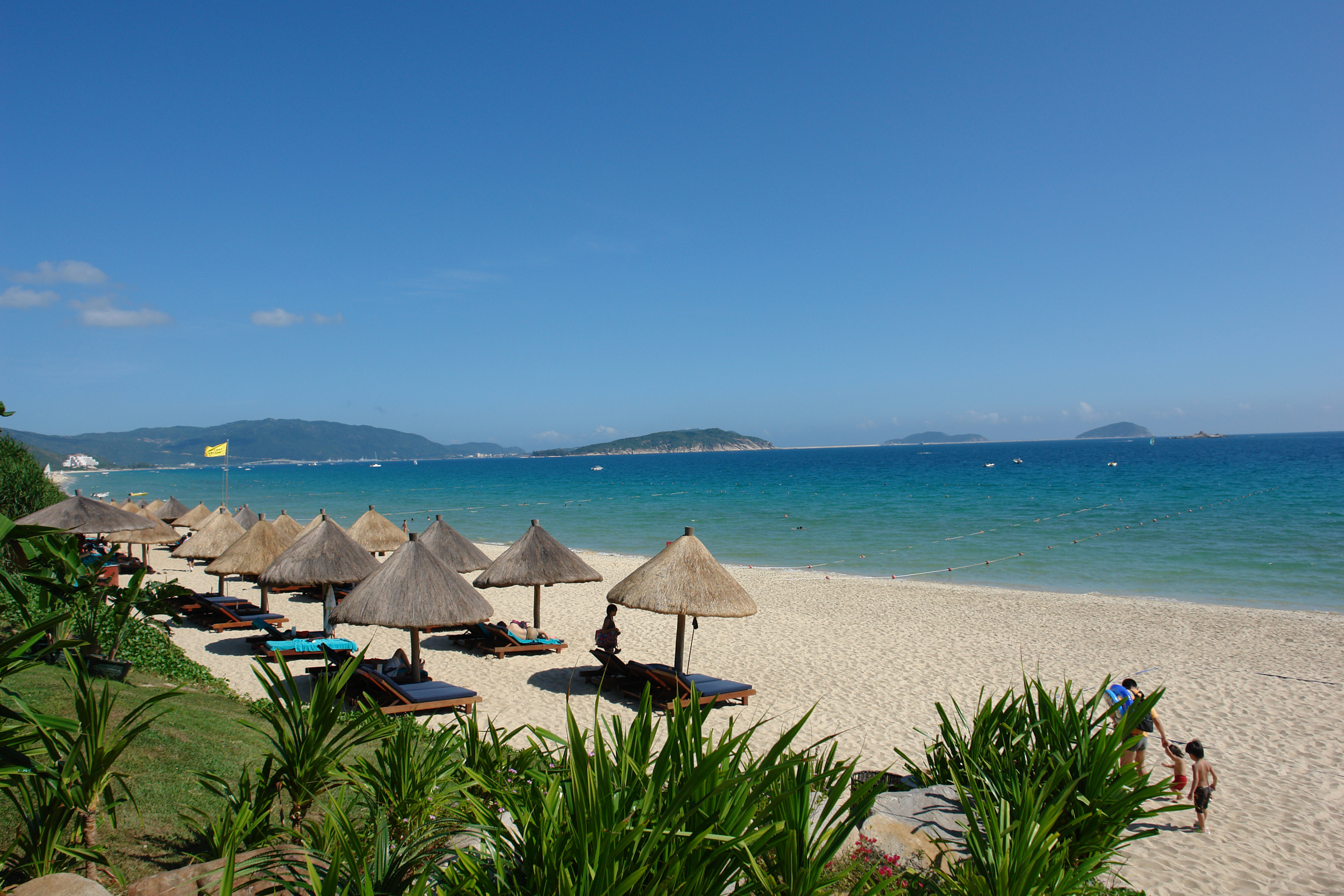
Пляж готеля
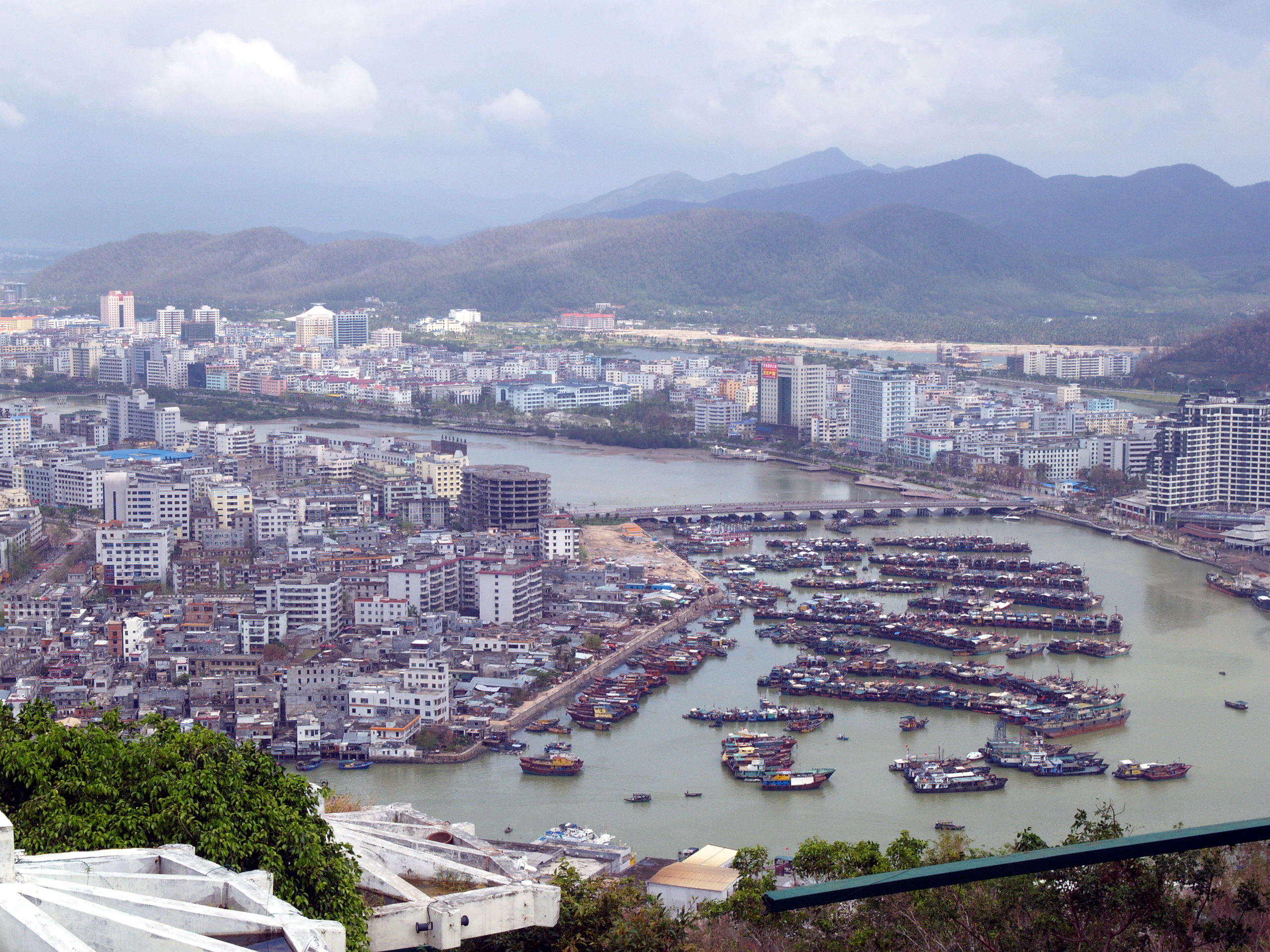
Східна частина Саньї
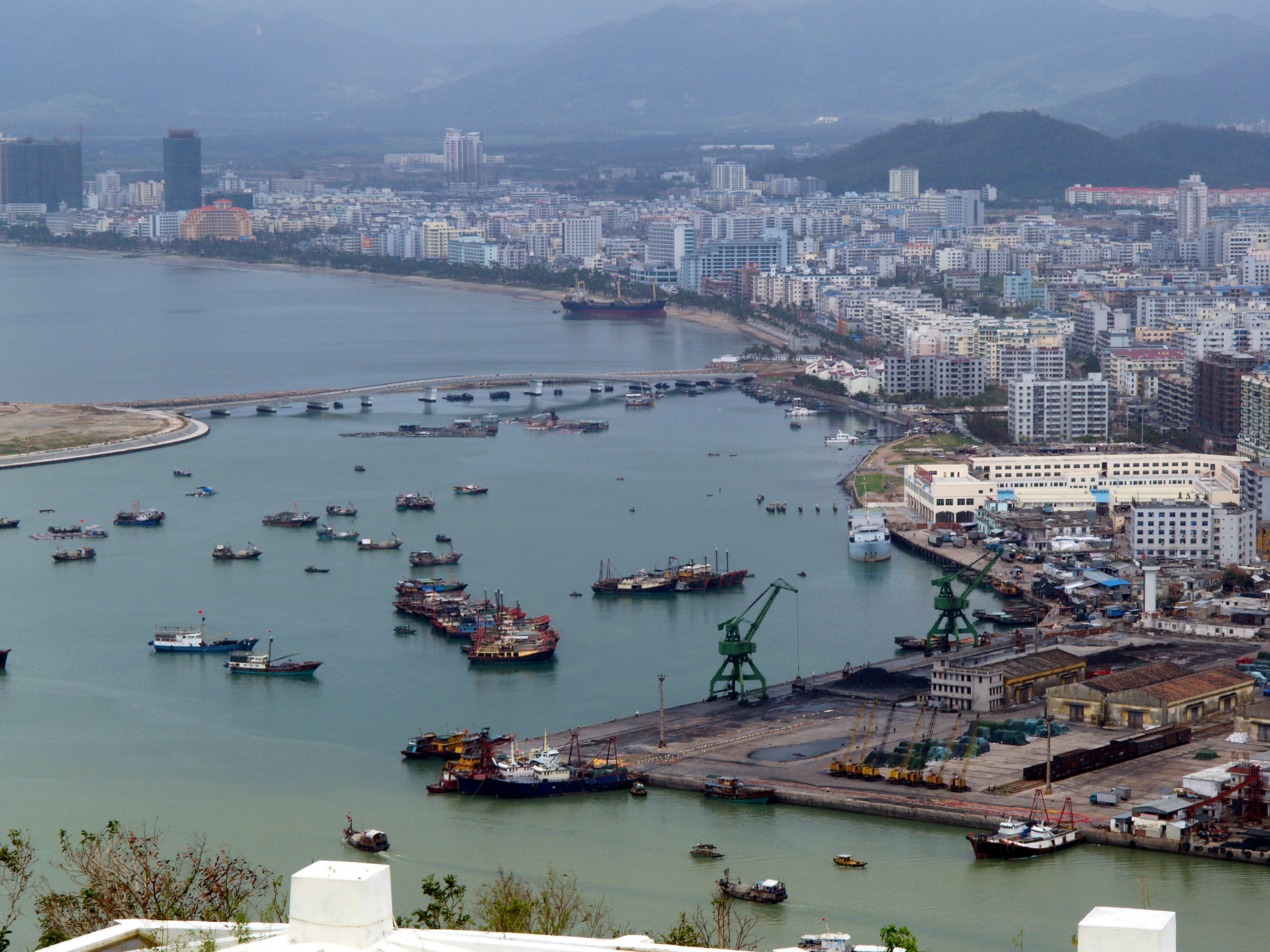
Західна частина Саньї

## Міста-побратими
- Ялта, Україна (з березня 2014 — тимчасово окупована Росією територія України)
- Канни, Франція (1997)
- Хабаровськ, Росія (2011)